# Cape Cod National Seashore
Le Cape Cod National Seashore est une aire protégée américaine située sur les bords de l'océan Atlantique, au Massachusetts. Créée le 7 août 1961, elle protège 176,47 km2 dans le comté de Barnstable.

## Description
Il comprend les étangs, les bois et le front de mer de l'écorégion des landes de pins côtiers de l'Atlantique. Le CCNS comprend près de 64 km de littoral le long de la côte est de Cape Cod faisant face à l’Atlantique.

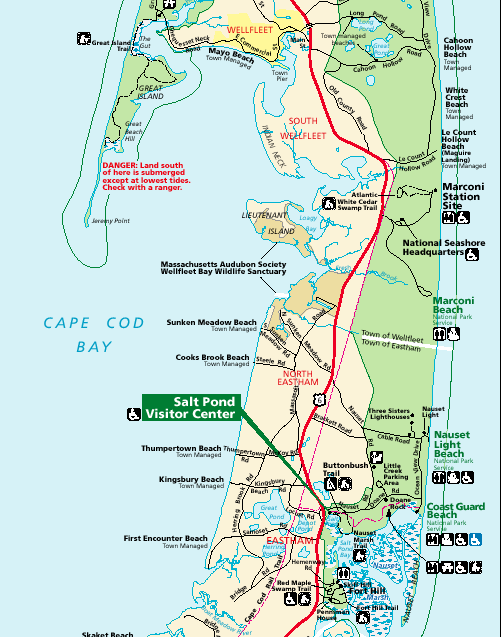
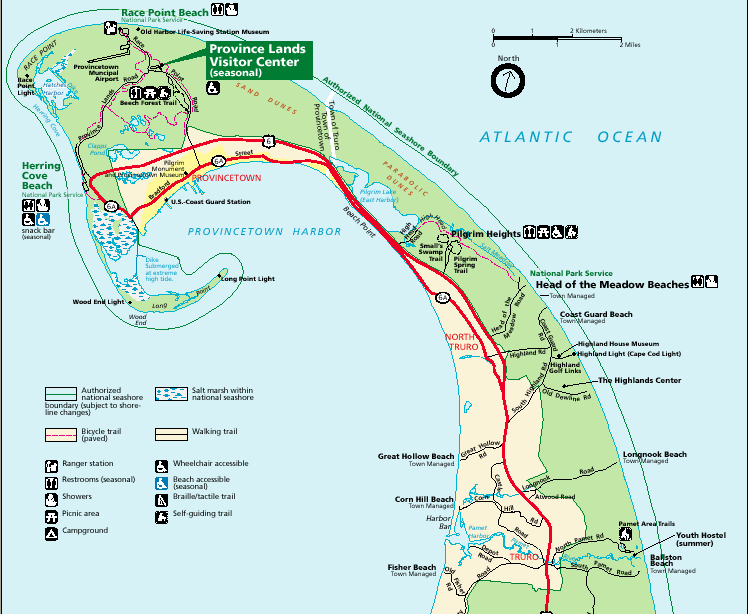
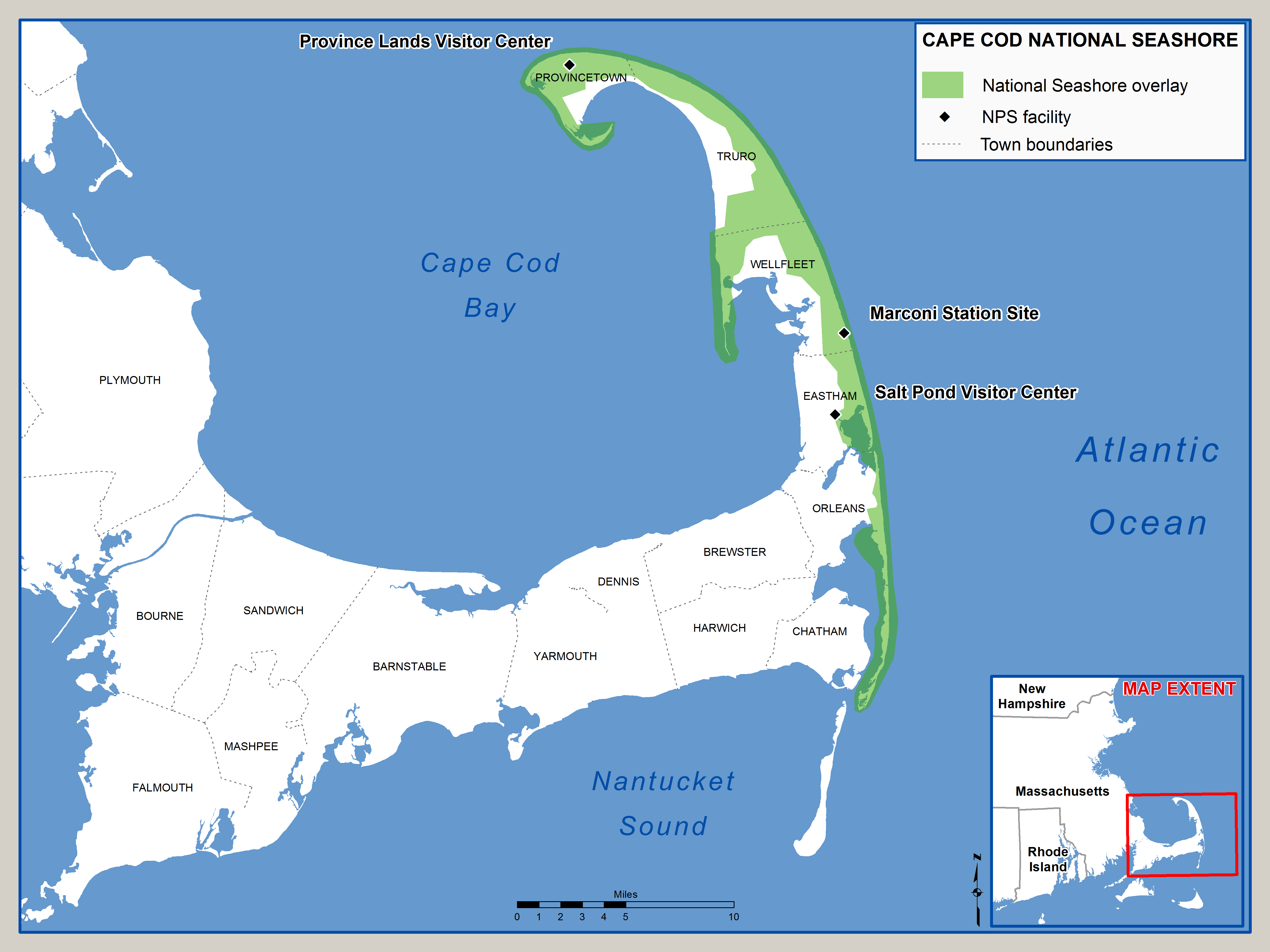
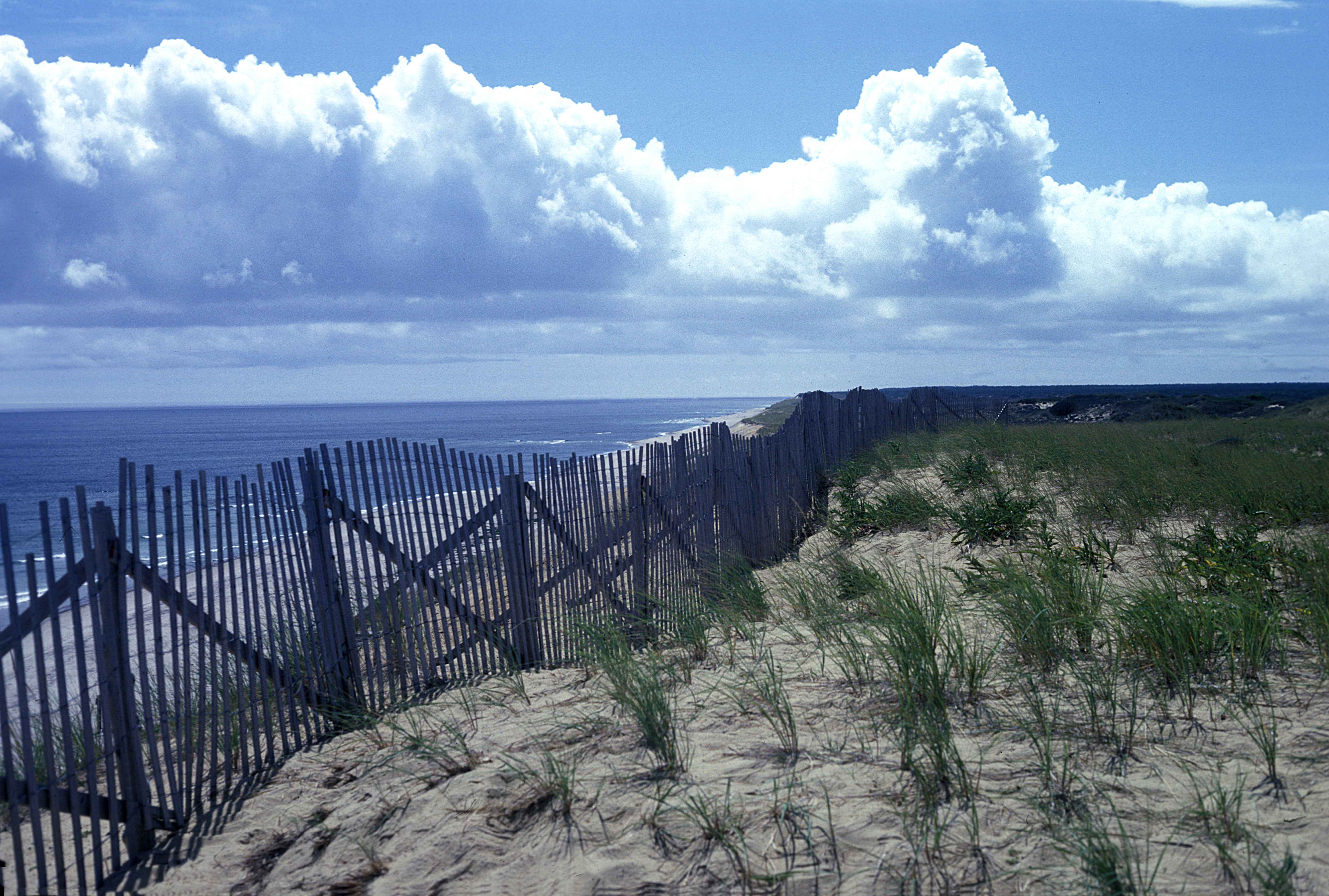
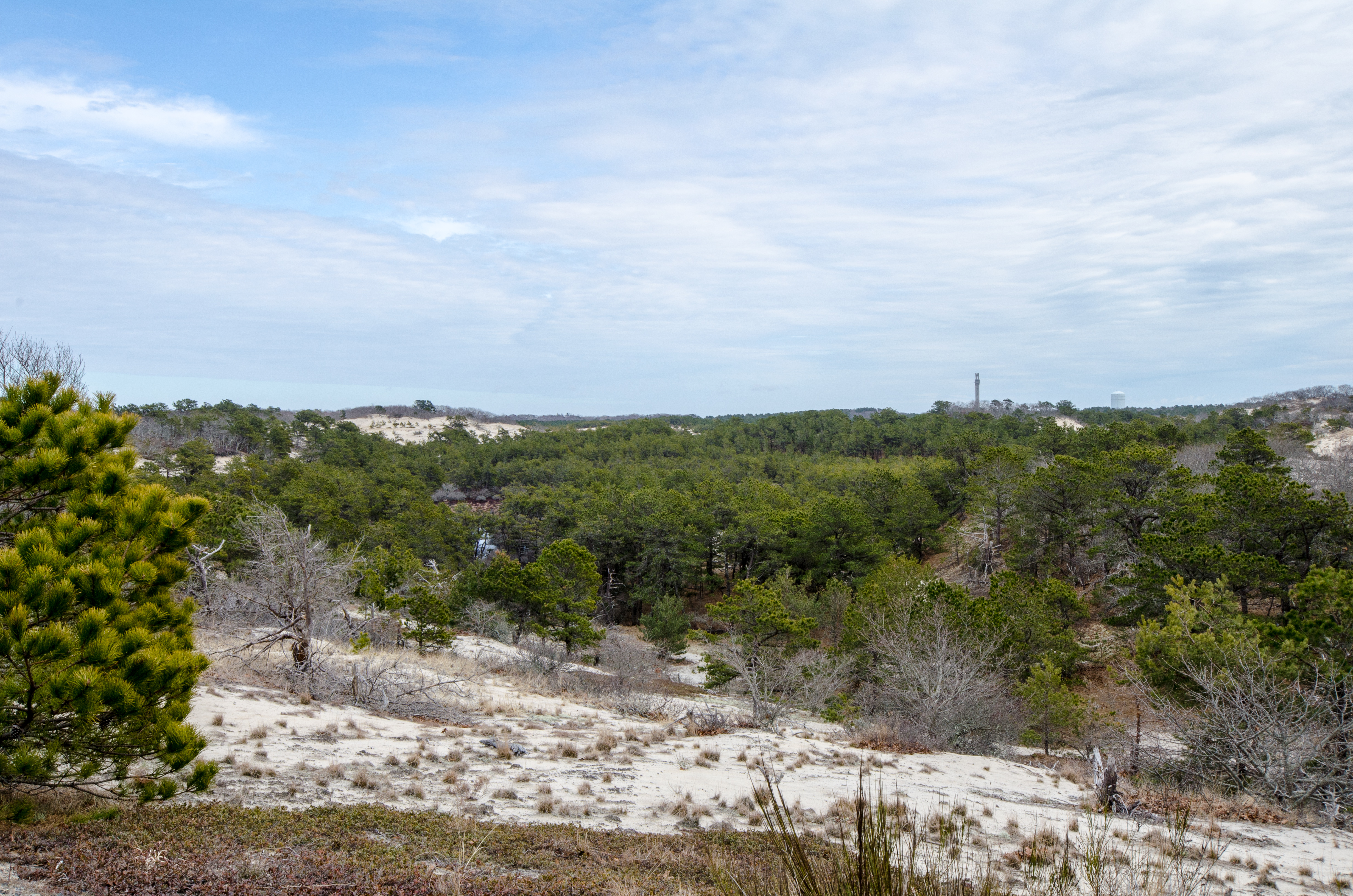